# Hlídač č. 47 (film, 1937)

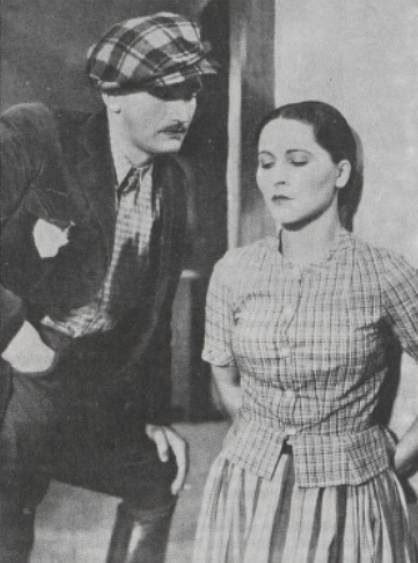
Hlídač č. 47 (Ladislav Boháč, Marie Glázrová, 1937)

Hlídač č. 47 je český film z roku 1937 režiséra Josefa Rovenského. Po jeho předčasném úmrtí film dokončil jeho přítel, režisér Jan Sviták. Scénář vznikl na motivy psychologického románu Josefa Kopty, který se na něm podílel se začínajícím Otakarem Vávrou. Exteriéry se natáčely v oblasti Posázaví a interiéry v ateliérech FOJA Radlice.
V roce 1951 natočil Hugo Haas americký remake filmu pod názvem Pickup, druhá česká verze vznikla v roce 2008 jako film Hlídač č. 47 Filipa Renče.

## Obsazení
Ve filmu z roku 1937 hráli Jaroslav Průcha, Marie Glázrová, Ladislav Boháč, František Kovářík, Zdeněk Hora a další.